# Putkovići
Putkovići es un pueblo perteneciente al municipio de Vitez, en el cantón de Bosnia Central, Bosnia y Herzegovina.

## Superficie
Cuenta con una superficie de 0,77 kilómetros cuadrados.

## Demografía
Hasta 2013 la población era de 105 habitantes, con una densidad de población de 136,0 habitantes por kilómetro cuadrado.
| Gráfica de evolución demográfica de Putkovići entre 1961 y 2013    |
|                                                                    |
| Datos según Population statistics of Eastern Europe & former USSR. |